# Legua Pampa
Legua Pampa (auch: Leo Pampa) ist eine Ortschaft im Departamento Potosí im Hochland des südamerikanischen Anden-Staates Bolivien.

## Lage im Nahraum
Legua Pampa liegt in der Provinz José María Linares und ist der zweitgrößte Ort im Distrito Keluyo im Municipio Ckochas. Die Ortschaft liegt auf einer Höhe von 3504 m an der Quebrada Jankho Khala, die hier in südwestlicher Richtung fließt und flussabwärts über den Río Cachimayu zum Río Chullunquia fließt.

## Geographie
Legua Pampa liegt am südwestlichen Ende der Anden-Gebirgskette der Cordillera Central. Das Klima der Region ist ein typisches Tageszeitenklima, bei dem die mittlere Temperaturschwankung zwischen Tag und Nacht deutlicher ausfällt als zwischen Sommer und Winter.
Die Jahresdurchschnittstemperatur in der Region beträgt etwa 17 °C (siehe Klimadiagramm Betanzos), die Monatswerte schwanken nur unwesentlich zwischen 14 °C im Juni/Juli und 19 °C von November bis Januar. Die jährliche Niederschlagsmenge liegt bei knapp 500 mm, die Monate Mai bis September sind arid mit Monatswerten unter 15 mm, nur im Januar wird ein Niederschlag von 100 mm erreicht.

## Verkehrsnetz
Legua Pampa liegt in einer Entfernung von 90 Straßenkilometern südöstlich von Potosí, der Hauptstadt des Departamentos.
Von Potosí aus führt die Nationalstraße Ruta 5 in östlicher Richtung nach Betanzos und weiter zur Hauptstadt Sucre. Zehn Kilometer hinter Betanzos überquert die Nationalstraße 5 den Río Khoña Paya, und drei Kilometer weiter zweigt eine asphaltierte Landstraße nach Süden ab und erreicht über Chacabuco und Laguna Pampa nach 25 Kilometern die Brücke über den Río Miculpaya an der Mündung des Río Turuquina. Von dort sind es noch einmal zwölf Kilometer auf serpentinenreicher Straße in südöstlicher Richtung bis Calapaya und weitere acht Kilometer bis zum Abzweig einer Seitenstraße, die in östlicher Richtung nach zwei Kilometern Legua Pampa erreicht.

## Bevölkerung
Die Einwohnerzahl der Ortschaft ist in dem Jahrzehnt zwischen den letzten beiden Volkszählungen um etwa ein Drittel zurückgegangen:
| Jahr | Einwohner         | Quelle       |
| ---- | ----------------- | ------------ |
| 1992 | keine Detaildaten | Volkszählung |
| 2001 | 457               | Volkszählung |
| 2012 | 311               | Volkszählung |
| 2024 |                   | Volkszählung |

Die Region weist einen hohen Anteil an Quechua-Bevölkerung auf, im Municipio Puna sprechen 98,3 Prozent der Bevölkerung Quechua.